# 凱旋門 (1948年の映画)
『凱旋門』（がいせんもん、原題: Arch of Triumph）は、1946年から47年にかけて撮影され、1948年に公開されたアメリカ映画である。

## 概要
エーリヒ・マリア・レマルクの同名小説の映画化作品であり、ルイス・マイルストンが監督、イングリッド・バーグマンとシャルル・ボワイエが主演した。バーグマンとボワイエにとっては1944年の『ガス燈』に次ぐ共演となった。

## キャスト
| 役名             | 俳優                     | 日本語吹き替え | 日本語吹き替え |
| 役名             | 俳優                     | フジテレビ版1  | フジテレビ版2  |
| ---------------- | ------------------------ | -------------- | -------------- |
| ジョアン・マドゥ | イングリッド・バーグマン | 水城蘭子       | 水城蘭子       |
| ラヴィック       | シャルル・ボワイエ       | 加藤和夫       | 近藤洋介       |
| ハーケ           | チャールズ・ロートン     | 雨森雅司       |                |
| ボリス・モロゾフ | ルイス・カルハーン       | 依田英二       |                |
| ケイト           | ルース・ウォリック       | 山本洋子       |                |
| その他           | -                        | 新井和夫       |                |

- フジテレビ版1：初回放送1962年1月1日『テレビ名画座』15:00-17:02
- フジテレビ版2：初回放送1976年12月31日『ゴールデン洋画劇場』

## スタッフ
- 製作総指揮：チャールズ・アインフェルド、デヴィッド・L・ロウ
- 製作：デヴィッド・ルイス
- 監督：ルイス・マイルストン
- 脚本：ルイス・マイルストン、ハリー・ブラウン
- 音楽：ルイス・グルーエンバーグ
- 撮影：ラッセル・メティ
- 編集：W・ダンカン・マンスフィールド
- プロダクションデザイン：ウィリアム・キャメロン・メンジース
- 美術：ウィリアム・フラネリー
- イングリッド・バーグマンの衣裳：イーディス・ヘッド